# Michael Noer
Pour les articles homonymes, voir Noer.
Michael Noer, né le 27 décembre 1978 à Esbjerg (Danemark), est un réalisateur danois.

## Biographie
En 2019 il est membre du jury du 32e Festival international du film de Tokyo, sous la présidence de Zhang Ziyi.

## Filmographie partielle

### Au cinéma
- 2003 : En rem af huden
- 2006 : Hawaii
- 2006 : Jorden under mine fødder
- 2007 : Vesterbro
- 2008 : De vilde hjerter
- 2010 : R
- 2010 : Son of God
- 2013 : Northwest (Nordvest)
- 2015 : Nøgle hus spejl
- 2017 : Papillon
- 2018 : Before the Frost (Før frosten)
- 2023 : Birthday Girl

### À la télévision
- 2005 : Mimis sidste valg (TV)